# Diego Pérez Aguado
Diego Fernando Pérez Aguado (Montevideo, 18 de mayo de 1980) es un exfutbolista uruguayo. 
Jugaba de mediocampista y su último equipo fue Bolonia de Italia, en el cual se dedicó hasta 2022 a entrenar en las divisiones juveniles.
Hoy en día es asistente técnico de la selección uruguaya sub-20

## Trayectoria

### Defensor Sporting Club
Diego Pérez comenzó su carrera como futbolista en las inferiores del Defensor Sporting Club de Montevideo en el año 1998. Debutó profesionalmente en la Primera División del Campeonato Uruguayo con tan solo 19 años.
En el año 2001 Diego Pérez llegó a compartir plantel en este club con su hermano, Omar “Loco” Pérez, durante seis meses.
En el mes de mayo del año 2001 el empresario Francisco “Paco” Casal adquirió los derechos federativos de Diego Pérez y de su compañero de equipo, Gonzalo Sorondo. 
El valor de esta transacción por los dos futbolistas dejó a Defensor Sporting un total de US$ 4 millones (cuatro millones de dólares), y significó el inicio de la proyección de Pérez hacia el fútbol europeo.
Finalmente, Pérez formó parte del equipo de Defensor Sporting desde 1998 hasta el 2003, jugando un total de 125 partidos con la camiseta violeta y convirtiendo ocho goles. 

### Club Atlético Peñarol
Entre 2003 y 2004 Diego Pérez se desempeñó como centrocampista en el Club Atlético Peñarol. 
Aunque solamente jugó trece partidos y convirtió dos goles, su pasaje por el equipo aurinegro terminaría por catapultarlo al fútbol europeo.

### AS Mónaco
Entre los años 2005 y 2010 Diego Pérez integró el equipo del club Association Sportive Monaco Football, que pese a ser originario del Principado de Mónaco, compite activamente en la Ligue 1 del fútbol de Francia. Allí llegó a tener presencia en 181 partidos, en los que convirtió un total de dos goles.
En el mes de julio del año 2010 se confirmó su transferencia al Bologna de Italia, por un valor de US$ 5 millones (5 millones de dólares).

### Bologna FC
En el Bologna Football Club de la Serie A de Italia, Diego Pérez integraría el primer equipo desde su llegada en 2010 hasta el año 2015, cuando pasaría a retirarse como futbolista profesional. 
En este club llegó a jugar 128 partidos, sin anotar ningún gol en competencias oficiales.

### Retirada deportiva y años posteriores
La retirada de Diego Pérez como futbolista profesional llegó en el año 2015, sin grandes anuncios ni eventos de despedida. Aunque consideró las posibilidades de retirarse jugando nuevamente para Defensor Sporting o Peñarol en su Uruguay natal, finalmente optó por quedarse en el Bologna como colaborador de uno de sus equipos de tercera división, para luego formarse y pasar a formar parte del equipo principal.
Hasta junio de 2022  ocupaba el cargo de entrenador adjunto del equipo de primera división del Bologna FC.
El 11 de junio de 2023 se consagró campeón con la selección uruguaya de la Copa Mundial de Fútbol Sub-20 de 2023 ocupando un lugar en el cuerpo técnico de Marcelo Broli.

## Selección nacional

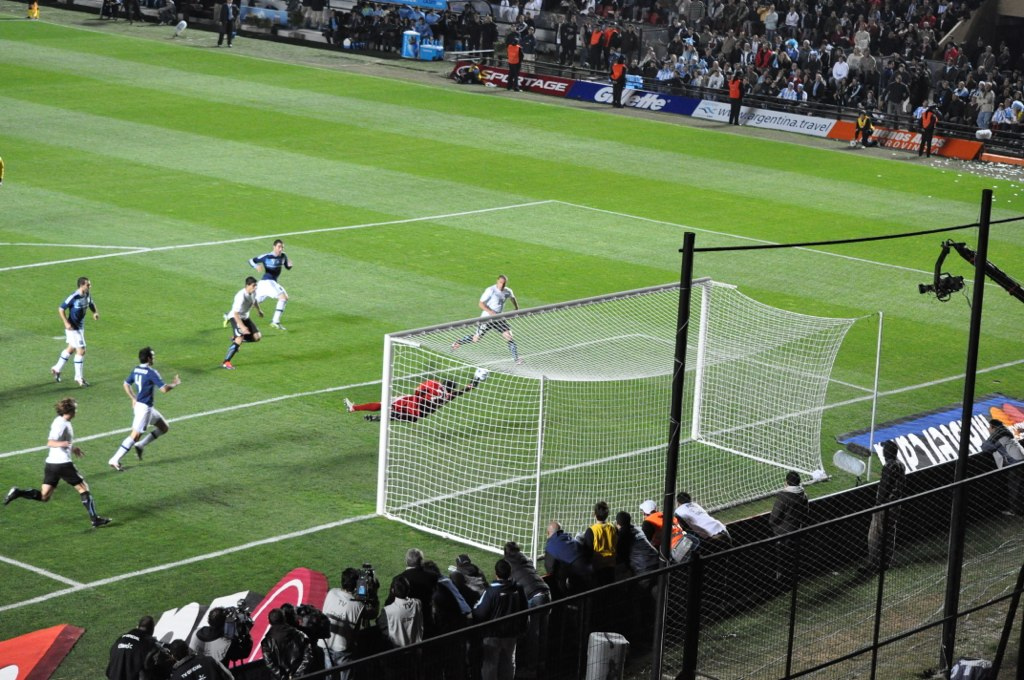
Momentos antes del gol de Diego Pérez frente a Argentina.

Debutó con la selección uruguaya el 13 de julio de 2001 en la Copa América de ese año durante el partido con Bolivia de la fase de grupos. Fue citado para el mundial 2010, en el cual jugó todos los partidos de su selección teniendo una gran actuación y siendo catalogado por los medios como uno de los mejores futbolistas de la selección. Convirtió su primer gol con la camiseta celeste frente a Argentina por los cuartos de final de la Copa América 2011. También recibió tarjeta roja en ese partido.

## Actualidad en selección
Actualmente Diego se encuentra ejerciendo como ayudante técnico de Marcelo Broli en la selección sub-20 de Uruguay. 
El 12 de mayo de 2014 el entrenador de la selección uruguaya, Óscar Washington Tabárez, incluyó a Pérez en la lista provisional de 25 jugadores con los que inició la preparación para el Copa Mundial de Fútbol de 2014. Finalmente fue confirmado en la lista definitiva de 23 jugadores el 31 de mayo.

### Participaciones enCopas del Mundo
| Mundial                        | Sede      | Resultado        | Partidos | Goles |
| ------------------------------ | --------- | ---------------- | -------- | ----- |
| Copa Mundial de Fútbol de 2010 | Sudáfrica | Cuarto lugar     | 7        | 0     |
| Copa Mundial de Fútbol de 2014 | Brasil    | Octavos de final | 0        | 0     |

### Participaciones enCopa Confederaciones
| Mundial                   | Sede   | Resultado    | Partidos | Goles |
| ------------------------- | ------ | ------------ | -------- | ----- |
| Copa Confederaciones 2013 | Brasil | Cuarto lugar | 3        | 1     |

### Participaciones enCopa América
| Copa América      | Sede      | Resultado    | Partidos | Goles |
| ----------------- | --------- | ------------ | -------- | ----- |
| Copa América 2001 | Colombia  | Cuarto lugar | 6        | 0     |
| Copa América 2004 | Perú      | Tercer lugar | 4        | 0     |
| Copa América 2007 | Venezuela | Cuarto lugar | 5        | 0     |
| Copa América 2011 | Argentina | Campeón      | 5        | 1     |

## Clubes
| Club              | País    | Año       |
| ----------------- | ------- | --------- |
| Defensor Sporting | Uruguay | 1998-2003 |
| Peñarol           | Uruguay | 2003-2004 |
| Mónaco            | Francia | 2004-2010 |
| Bologna           | Italia  | 2010-2015 |

## Palmarés

### Campeonatos nacionales
| Título                    | Club    | País    | Año  |
| ------------------------- | ------- | ------- | ---- |
| Campeonato Uruguayo       | Peñarol | Uruguay | 2003 |
| Liguilla Pre-Libertadores | Peñarol | Uruguay | 2004 |

### Campeonatos internacionales
| Título       | Club               | Sede      | Año  |
| ------------ | ------------------ | --------- | ---- |
| Copa América | Selección Uruguaya | Argentina | 2011 |

## Galería de imágenes de Diego Pérez Aguado

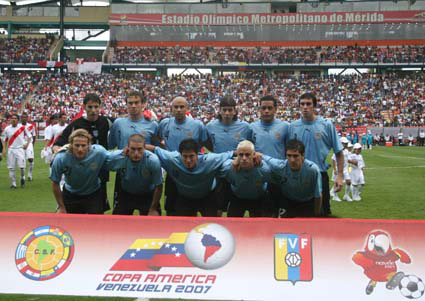
Foto jun-jul de 2007
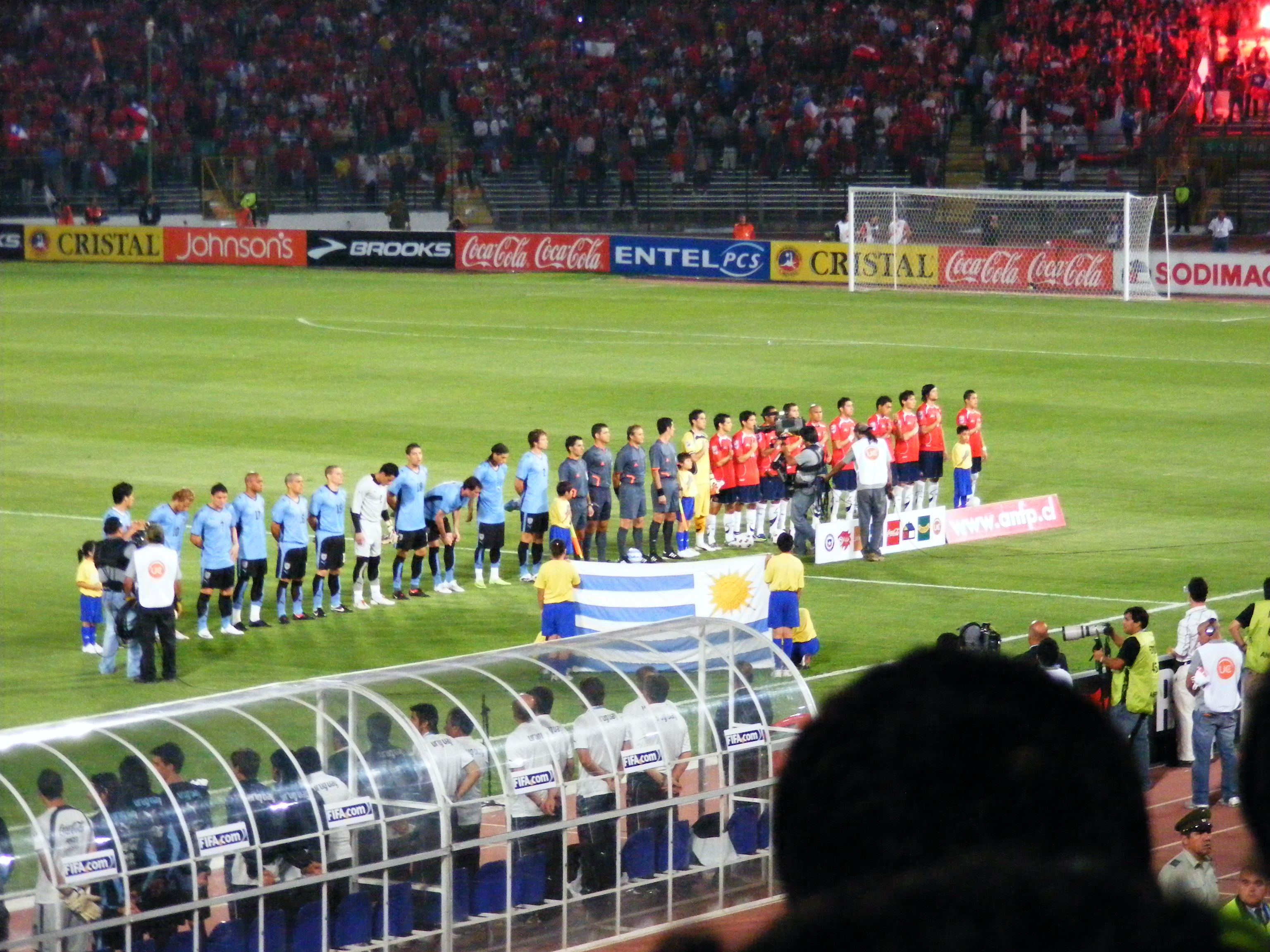
Foto abr 9 de 2009
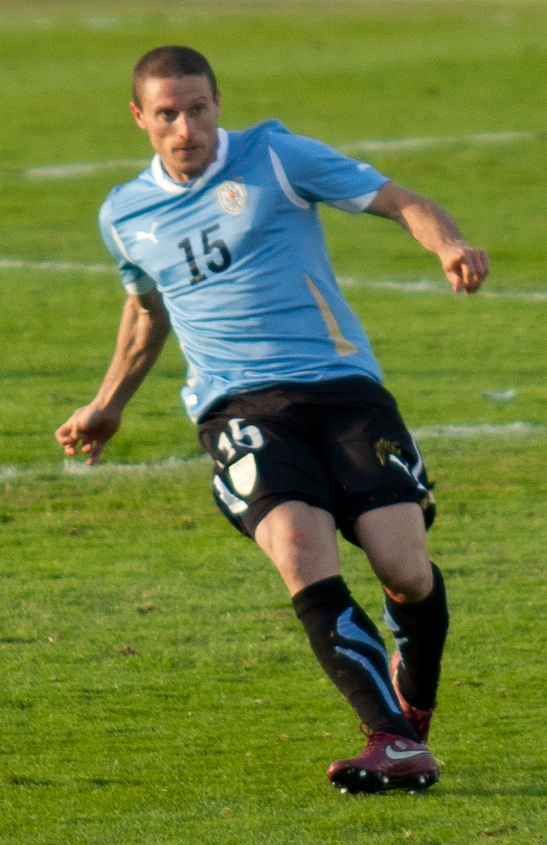
Foto ago 21 de 2010
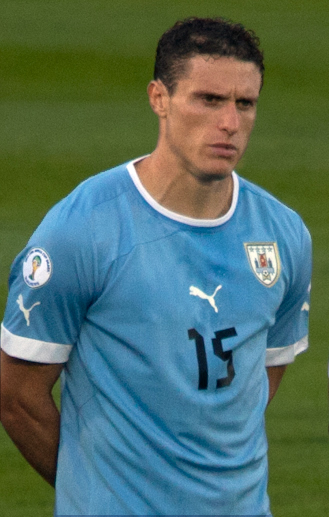
Foto nov 11 de 2011
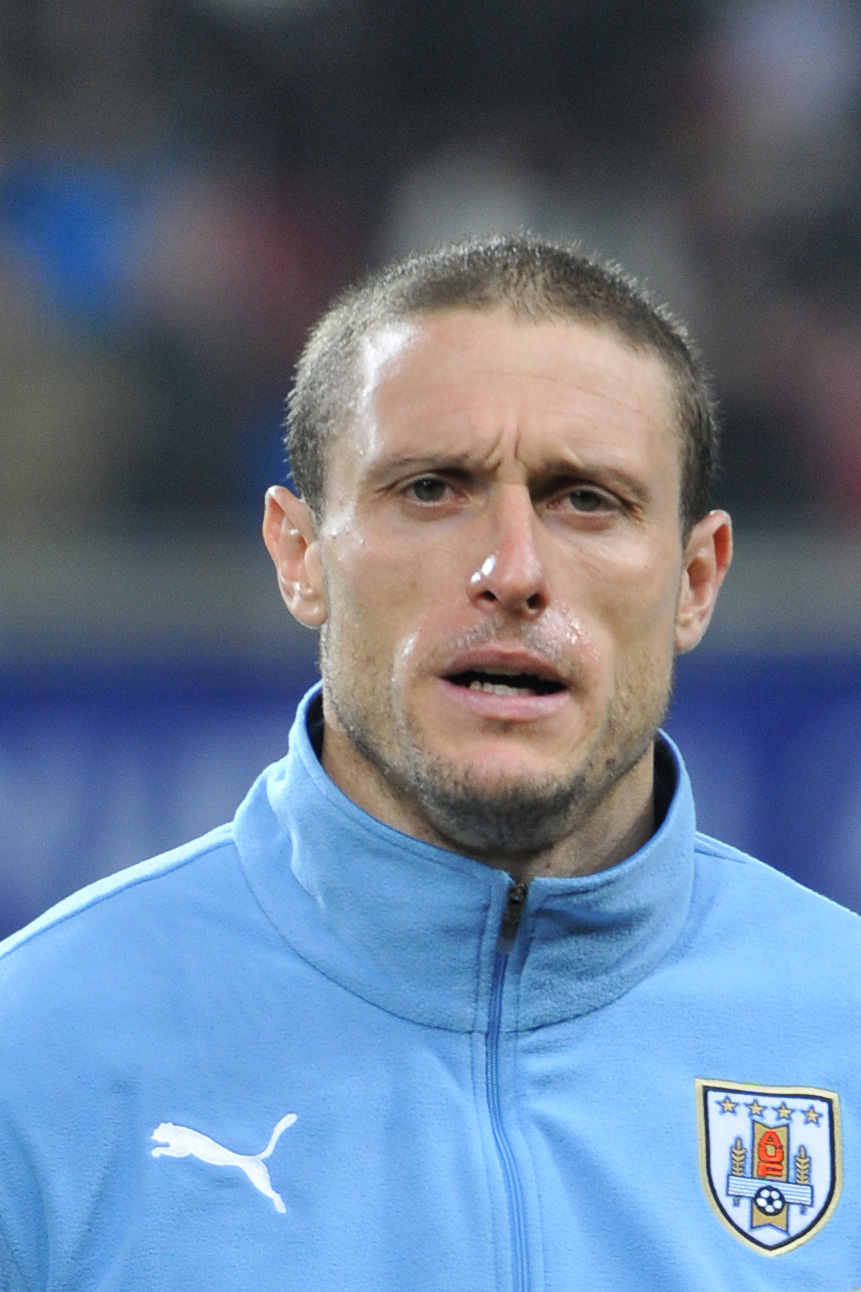
Foto mar 5 de 2014